# Стар зеленчуков пазар (Солун)
Старият зеленчуков пазар (на гръцки: Παλιά Λαχαναγορά) са комплекс исторически постройки в град Солун, Гърция.

## Местоположение
Сградата е разположена между улиците „Гимназиархос Бутонас“ и „Филотас“.

## История
Районът на Стария зеленчуков пазар е в центъра на големия пожар от 1917 година, само на няколко метра от първоначалното огнище и е напълно разрушен. Жителите, предимно мюсюлмани, загубват всичко и са обещетени с ценни кинжа. С изселването на мюсюлманите в Турция по силата на Лозанския договор, ценните книжа са масово прехвърлени в Банката на Гърция. През 1933 година провежда търг за 55 парцела за настаняване на Централния зеленчуков пазар на града. През 1935 година строителството на пазара е завършено и покупката е предадена на собствениците чрез търг. Пазарът работи до 1975 година. В 1976 година общината започва процедура за отчуждаване, но не я завършва. Сградата е обявена за защитена в 2016 година, но режимът на многособственост прави много трудно възстановяването ѝ.

## Архитектура
Състои се от партерни магазини в периметърно развитие около просторно открито пространство, с 4 входни врати, които са част от периметърното оформление на фасадите. Интересни са стъпаловидените фасади на магазините, които следват наклона на улиците „Филотас“ и „Бутонас“, металните кепенци, парапетите, които има изпъкнали корнизи в горната част, строгостта и еднообразието на конструкцията като цяло.